# Sérac (fromage)
Pour les articles homonymes, voir sérac (homonymie).
Le sérac ou serra (en allemand : Ziger) est un fromage frais blanc compact et maigre fabriqué à partir de petit-lait, d'origine suisse et française. Traditionnellement il permet d'utiliser ce qu'il reste, c'est-à-dire le petit-lait, de la fabrication de fromage à pâte pressée cuite tels le gruyère ou le comté. 

## Étymologie
Le terme sérac est d'origine arpitane (sera, serai, serat, seré ou séra) tiré du latin serum signifiant « petit-lait ». En Suisse romande, le sérac est également appelé séré, mais il ne doit pas être confondu avec le séré (en allemand : Quark) un fromage frais suisse, à base de lait de vache.
Ce même fromage est appelé séras en Vallée d'Aoste.

## Caractéristiques
Le sérac est un fromage de lactosérum de lait de vache, de chèvre ou de brebis obtenu à partir de petit-lait entier ou écrémé, par précipitation acide à chaud, avec addition éventuelle de lait écrémé ou de babeurre. De couleur blanche, sa texture est friable et il se présente sous forme de motte arrondie ou carrée, de taille variable. 
C'est une pâte fraîche et molle, sans croûte, et de goût peu relevé. Il peut être salé, additionné d’herbes aromatiques et/ou fumé. Il est consommé frais nature, sucré ou aromatisé avec du sel et des épices ou des herbes mais aussi séché, fumé ou grillé (il ne fond pas).
Le principal composant du sérac est une protéine du petit-lait, la bêta-lactoglobuline, une albumine, issue du lactosérum. La teneur en lactose de ce type de fromage étant assez faible, sa couleur peut osciller entre le blanc et le jaune pâle.

## Le territoire de production
Ce fromage est produit dans les montagnes des Alpes suisses, françaises, italiennes (Vallée d'Aoste), ainsi que dans le massif du Jura.
Il est fabriqué dans les alpages, les fruitières ou en coopératives. Traditionnellement, c'est un sous-produit de la fabrication des fromages à pâtes pressées (gruyère, raclette, beaufort, abondance, comté, emmental et leurs ancêtres). Le petit-lait était récupéré pour fabriquer un fromage du pauvre, le sérac.

## Élaboration
Le petit-lait est chauffé à 85-95 °C, puis l'ajout d'un coagulant (vinaigre blanc mélangé à de l'eau ou encore à l'ancienne avec de l'aizy, une recuite fermentée d'ancien petit-lait acide) provoque une coagulation des protéines globulaires solubles. La floculation des protéines se fait en 10 à 30 minutes. Comme il est produit à base d'un lactosérum, il est composé essentiellement de protéines et comporte peu de matière grasse. Il est moulé dans une forme appelée sérac, appelée ailleurs faisselle, fourme (qui a donné le mot fromage), moule, etc. puis, après un pressage avec un poids de 10 kg pendant 3 heures (ou après 24 heures d'égouttage), est démoulé et mis à sécher dans un endroit frais ou mis à fumer au-dessus de la cheminée. Reste un petit-lait composé d'eau contenant le lactose et les sels minéraux qui n'ont pas été pris dans la floculation.
Autrefois, les éleveurs l'affinaient à l'air et le lavaient au vin blanc salé. Quand il est destiné à la commercialisation et frais, il a une date limite de consommation d'une semaine à une température inférieure à 6 °C.

## Utilisation du résidu (sérum)
Le résidu était traditionnellement donné aux cochons, tout comme le petit-lait dans des régions plus favorisées. Selon une étude ethnobotanique de Françoise et Grégoire Nicollier (1984), dans certaines montagnes françaises, des feuilles d'orties et de chardon étaient mélangées à de la « recuite » (nom du sérum restant après la fabrication du sérac) et ce mélange servait de nourriture pour les porcs ; les auteurs ajoutent qu'une couche de feuilles d'ortie servait aussi à faire dégonfler le fromages quand sa fermentation était trop importante (on en posait une couche sur le fromage, qu'on pressait sous un caillou plat).

## Autres fromages au lactosérum
Ce type de transformation à base de lactosérum est très répandue dans les campagnes, mais il revêt différentes appellations protégées ou pas en fonction du lieu de fabrication :
- séras et brossa en Vallée d'Aoste ;
- brocciu en Corse (protégée) : un peu de lait est ajouté au petit-lait de brebis pour le rendre plus gras ;
- brousse ou brossa en Provence (non protégée, excepté depuis 2018 la brousse du Rove, réservée aux chèvres du Rove autour de Marseille mais qui n'est pas un fromage de lactosérum) : au petit-lait de chèvre, mais la majorité de la transformation est aujourd'hui industrialisée et faite avec du lait de vache ;
- greuilh ou greuil dans les Pyrénées-Atlantiques / Hautes-Pyrénées ;
- recuite ou recuècha (non protégée), faite à partir de petit-lait de brebis dans l'Aveyron ;
- ricotta (non protégée) en Italie qui veut dire « recuite ». Du lait peut être ajouté au petit-lait pour le rendre plus gras ;
- urdă en Roumanie ;
- requesón dans les pays de langue espagnole ;
- mizithra en Grèce.

À noter que la racine « sir » ou « ser » signifie « fromage » dans les langues slaves et baltes.